# Catedral de Gênova

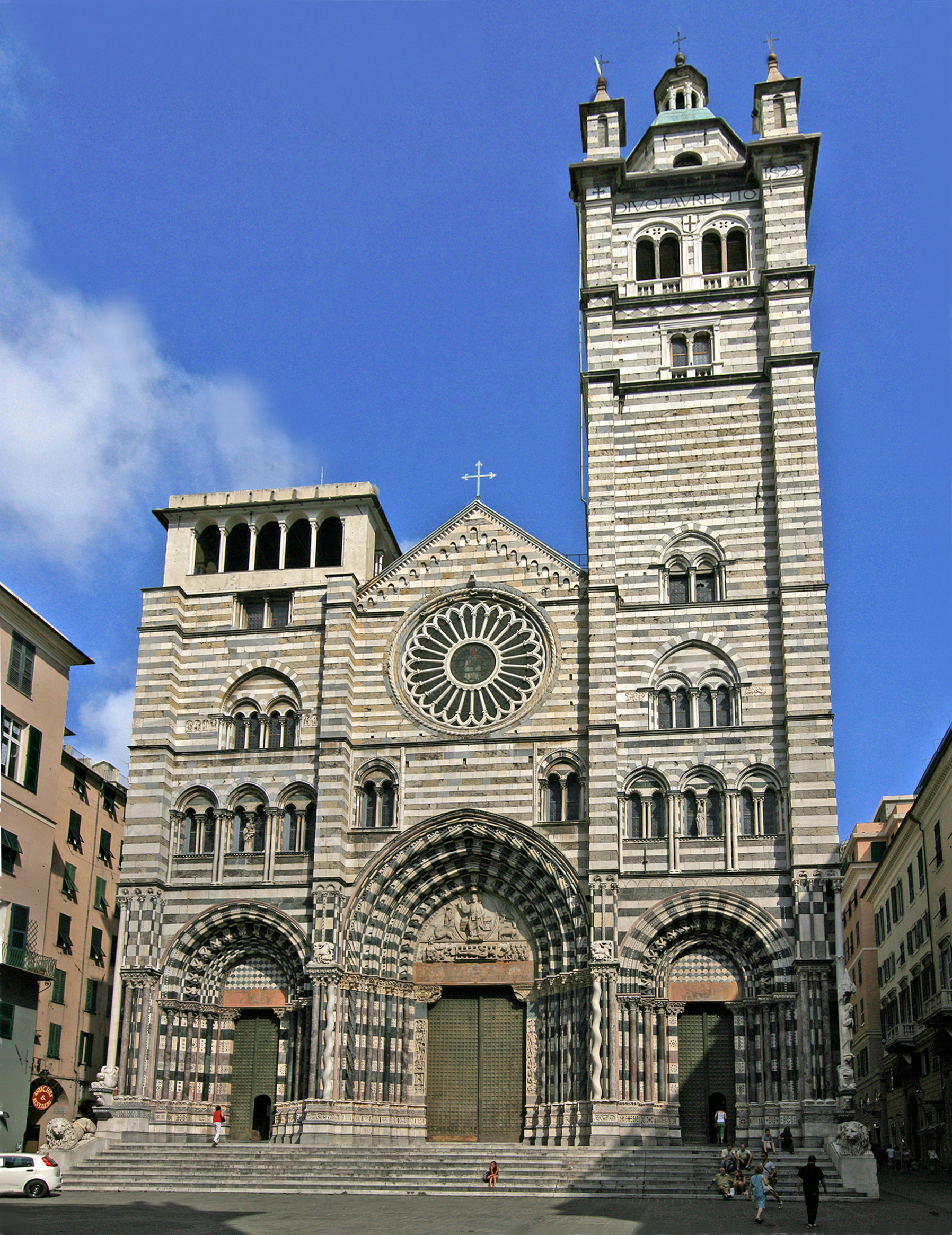
A Catedral

A Catedral de Gênova ou Catedral Metropolitana de São Lourenço (em italiano: Duomo di Genova, Cattedrale di San Lorenzo) é uma catedral católica romana na cidade italiana de Gênova. É dedicada a São Lourenço (San Lorenzo), e é a sede do Arcebispo de Gênova. A catedral foi consagrada pelo Papa Gelásio II em 1118 e foi construída entre o século XII e o século XIV como fundamentalmente um edifício medieval, com algumas adições posteriores. As naves secundárias e as coberturas laterais são de estilo românico e a fachada principal é gótica do início do século XIII, enquanto capitéis e colunas com corredores interiores datam do início do século XIV. A torre sineira e a cúpula foram construídas no século XVI.

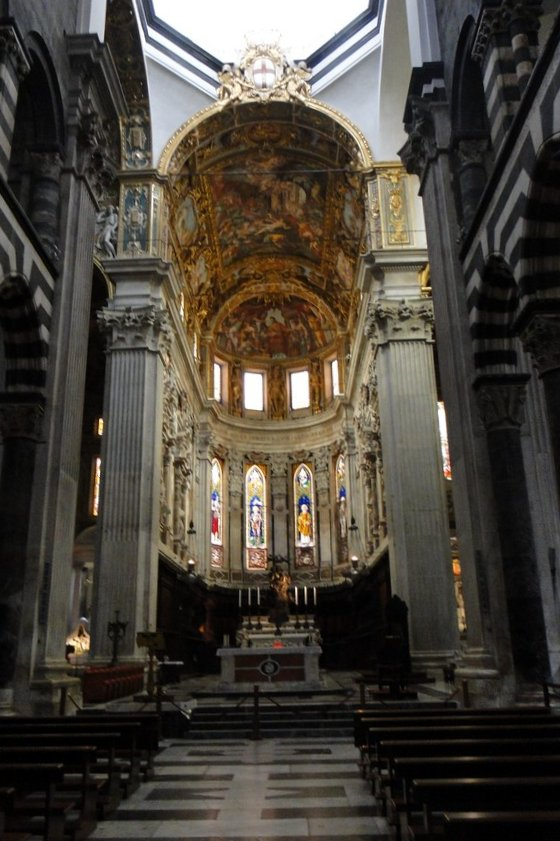
Catedral de Gênova (o altar)

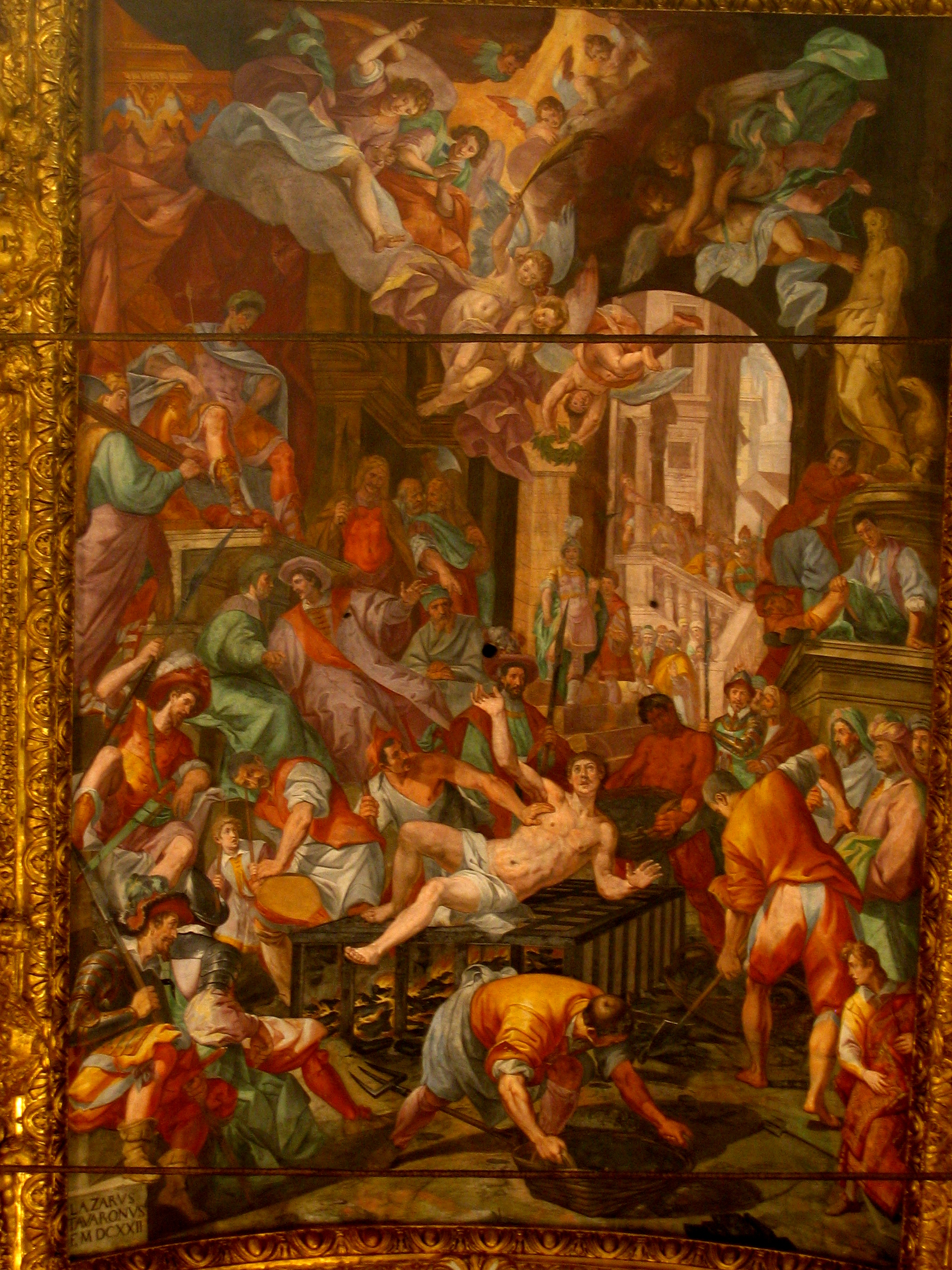
O Martírio de São Lourenço, na abóbada do presbitério, de Lazzaro Tavarone

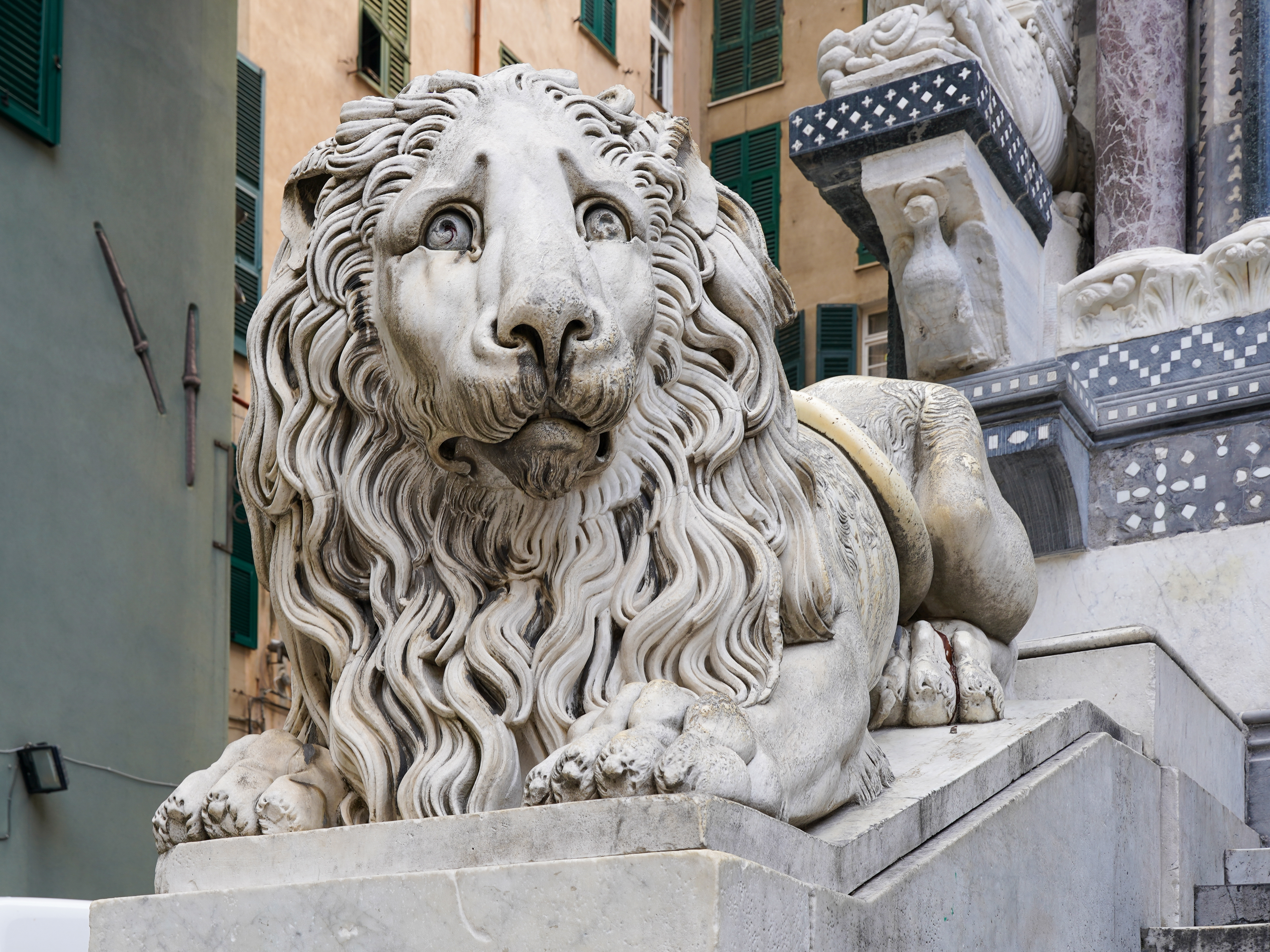
Leão à esquerda das escadas de entrada

## História
Escavações sob o pavimento e na área em frente à atual frente oeste trouxeram à luz paredes e pavimentos da época romana, bem como sarcófagos pré-cristãos, sugerindo a existência de um cemitério no local. Mais tarde, uma igreja dedicada aos Doze Apóstolos foi construída, que por sua vez foi ladeada e substituída por uma nova catedral dedicada a São Lourenço, em estilo românico. O dinheiro vinha dos empreendimentos bem-sucedidos das frotas genovesas nas Cruzadas.
A primeira catedral, agora a basílica de São Sirus, foi fundada provavelmente no século 5 ou 6 d.C., dedicada a São Siro, bispo de Gênova. A transferência da catedral favoreceu a urbanização da zona que, com a construção de suas muralhas em 1155, e a fusão dos três antigos núcleos da cidade (castrum, civitas e burgus), tornou-se o coração da cidade. A praça, na ausência de outras praças públicas e centros de poder laico, foi o único espaço público da cidade durante toda a Idade Média. A catedral foi consagrada pelo Papa Gelásio II em 1118, e a partir de 1133 passou a ter status arquiepiscopal. Após o incêndio de 1296, provocado por combates entre guelfos e gibelinos, o edifício foi parcialmente restaurado e parcialmente reconstruído. Entre 1307 e 1312 a fachada foi concluída, as colunatas internas reconstruídas com capitéis e matronei adicionados. As estruturas românicas permaneceram bastante intocadas, e afrescos de assunto religioso também foram adicionados.
Vários altares e capelas foram erguidos entre os séculos 14 e 15. A pequena loggia na torre nordeste da fachada foi construída em 1455; o oposto, em estilo maneirista, é de 1522. Em 1550, o arquiteto peruano Galeazzo Alessi foi contratado pelos magistrados da cidade para planejar a reconstrução de todo o edifício; no entanto, executou apenas o revestimento da nave e corredores, o pavimento, a cúpula e a abside.
A construção da catedral terminou no século 17. A cúpula e as partes medievais foram restauradas em 1894-1900. Os atuais 7 sinos são afinados na escala maior do C#.
Entre as obras de arte dentro da igreja estão afrescos no teto em uma capela ao norte por Luca Cambiaso; uma Crucificação com Santos (Visão de São Sebastião), de Barocci; em frente ao órgão está um episódio da vida de São Lourenço, de Giovanni Andrea Ansaldo; o afresco do teto no presbitério do Martírio de São Lourenço foi pintado por Lazzaro Tavarone; e Assunção da Virgem (1914), de Gaetano Previati. A igreja também contém afrescos do século 14 no estilo bizantino no portal principal. Obras escultóricas incluem uma estátua na capela de São João por Domenico Gagini ; uma Virgem e um São João Batista por Andrea Sansovino. Outros trabalhos incluem obras de Matteo Civitali, Taddeo Carlone, e Giacomo e Guglielmo Della Porta.
O Museu do Tesouro fica sob a catedral e possui uma coleção de joias e pratarias de 9 d.C. até o presente. Entre as peças mais importantes estão a tigela sagrada (it:Sacro Catino) trazida por Guglielmo Embriaco após a conquista de Caesarea e supostamente o cálice usado por Cristo durante a Última Ceia; e a Cassa Processionale del Corpus Domini.

### Dano de guerra
A catedral teve uma fuga feliz em 9 de fevereiro de 1941, quando a cidade estava sendo bombardeada como parte da Operação Grog. Por causa de um erro da tripulação em que o Midshipman Henry Hatfield apontou a arma de maneira errada, o encouraçado britânico HMS Malaya disparou um projétil perfurante de blindagem de 381 mm (15,0 pol) no canto sudeste da nave. O material relativamente macio não conseguiu detonar o fusível e a casca ainda está lá.

A inscrição, que agradece a fuga da catedral, diz:
QUESTA BOMBA LANCIATA DALLA FLOTTA INGLESE PUR SFONDANDO LE PARETI DI QUESTA INSIGNE CATTEDRALE QUI CADEVA INESPLOSA IL IX FEBBRAIO MCMXLI

A RICONOSCENZA PERENNE GENOVA CITTÀ DI MARIA VOLLE INCISA IN PIETRA LA MEMORIA DI TANTA GRAZIA
(Esta bomba, lançada pela Marinha Britânica, embora rompendo as paredes desta grande catedral, caiu aqui sem explodir em 9 de fevereiro de 1941. Em eterna gratidão, Gênova, a Cidade de Maria, quis gravar em pedra a memória de tamanha graça.)